# Campeonato Mundial de Esgrima de 2013
O Campeonato Mundial de Esgrima de 2013 foi a 75ª edição do torneio organizado pela Federação Internacional de Esgrima (FIE). Os eventos foram disputados entre os dias 5 e 12 de agosto no Syma Sport and Events Centre em Budapeste, Hungria.

## Calendário
| Agosto              | Agosto              | 5    | 6    | 7    | 8        | 9    | 10   | 11       | 12  | Total |
| ------------------- | ------------------- | ---- | ---- | ---- | -------- | ---- | ---- | -------- | --- | ----- |
| Cerimônia           | Cerimônia           | ●    |      |      |          |      |      |          | ●   |       |
| Espada individual   | Espada individual   | Fem  | Masc |      | Fem Masc |      |      |          |     | 2     |
| Espada por equipes  | Espada por equipes  |      |      |      |          |      |      | Fem Masc |     | 2     |
| Florete individual  | Florete individual  | Fem  | Masc | Fem  |          | Masc |      |          |     | 2     |
| Florete por equipes | Florete por equipes |      |      |      |          |      | Fem  |          | Mas | 2     |
| Sabre individual    | Sabre individual    | Masc | Fem  | Masc |          | Fem  |      |          |     | 2     |
| Sabre por equipes   | Sabre por equipes   |      |      |      |          |      | Masc |          | Fem | 2     |
| Total               | Total               | 0    | 0    | 2    | 2        | 2    | 2    | 2        | 2   | 12    |

| Legenda |                           |
|         | Cerimônia de abertura     |
|         | Cerimônia de encerramento |
|         | Finais                    |
|         | Classificatórias          |

## Resultados

### Masculino
| Eventos                       | Ouro                                                                                  | Prata                                                                                        | Bronze                                                                      |
| Espada                        |                                                                                       |                                                                                              |                                                                             |
| Espada individual (detalhes)  | Estónia · Nikolai Novosjolov                                                          | Venezuela · Rubén Limardo                                                                    | Suíça · Fabian Kauter · Rússia · Pavel Sukhov                               |
| Espada por equipes (detalhes) | Hungria · Géza Imre · Gábor Boczkó · András Rédli · Péter Szényi                      | Ucrânia · Anatoliy Herey · Dmytro Karyuchenko · Vitalii Medvediev · Bohdan Nikishyn          | França · Alexandre Blaszyck · Daniel Jerent · Ulrich Robeiri · Iván Trevejo |
| Florete                       |                                                                                       |                                                                                              |                                                                             |
| Florete individual (detalhes) | Estados Unidos · Miles Chamley-Watson                                                 | Rússia · Artur Akhmatkhuzin                                                                  | Ucrânia · Rostyslav Hertsyk · Itália · Valerio Aspromonte                   |
| Espada por equipes (detalhes) | Itália · Valerio Aspromonte · Giorgio Avola · Andrea Baldini · Andrea Cassarà         | Estados Unidos · Miles Chamley-Watson · Race Imboden · Alexander Massialas · Gerek Meinhardt | França · Jérémy Cadot · Erwann Le Péchoux · Enzo Lefort · Marcel Marcilloux |
| Sabre                         |                                                                                       |                                                                                              |                                                                             |
| Sabre individual (detalhes)   | Rússia · Veniamin Reshetnikov                                                         | Rússia · Nikolay Kovalev                                                                     | Roménia · Tiberiu Dolniceanu · Hungria · Áron Szilágyi                      |
| Sabre por equipes (detalhes)  | Rússia · Kamil Ibragimov · Nikolay Kovalev · Veniamin Reshetnikov · Aleksey Yakimenko | Roménia · Alin Badea · Tiberiu Dolniceanu · Ciprian Gălățanu · Iulian Teodosiu               | Coreia do Sul Gu Bon-gil Kim Jung-hwan Oh Eun-seok Won Jun-ho               |

### Femininos
| Eventos                        | Ouro                                                                             | Prata                                                                               | Bronze                                                                                      |
| Espada                         |                                                                                  |                                                                                     |                                                                                             |
| Espada individual (detalhes)   | Estónia · Julia Beljajeva                                                        | Rússia · Anna Sivkova                                                               | Hungria · Emese Szász · Alemanha · Britta Heidemann                                         |
| Espada por equipes (detalhes)  | Rússia · Tatyana Andryushina · Violetta Kolobova · Anna Sivkova · Yana Zvereva   | China · Hou Yingming · Luo Xiaojuan · Sun Yiwen · Xu Anqi                           | Roménia · Ana Maria Brânză · Simona Pop · Raluca Sbîrcia · Maria Udrea                      |
| Florete                        |                                                                                  |                                                                                     |                                                                                             |
| Florete individual (detalhes)  | Itália · Arianna Errigo                                                          | Alemanha · Carolin Golubytskyi                                                      | Itália · Elisa Di Francisca · Rússia · Inna Deriglazova                                     |
| Florete por equipes (detalhes) | Itália · Elisa Di Francisca · Carolina Erba · Arianna Errigo · Valentina Vezzali | França · Anita Blaze · Astrid Guyart · Corinne Maîtrejean · Ysaora Thibus           | Rússia · Yuliya Biryukova · Inna Deriglazova · Larisa Korobeynikova · Diana Yakovleva       |
| Sabre                          |                                                                                  |                                                                                     |                                                                                             |
| Sabre individual (detalhes)    | Ucrânia · Olha Kharlan                                                           | Rússia · Yekaterina Dyachenko                                                       | Coreia do Sul · Kim Ji-yeon · Itália · Irene Vecchi                                         |
| Sabre por equipes (detalhes)   | Ucrânia · Olha Kharlan · Alina Komashchuk · Halyna Pundyk · Olena Voronina       | Rússia · Yekaterina Dyachenko · Yana Egorian · Dina Galiakbarova · Yuliya Gavrilova | Estados Unidos · Ibtihaj Muhammad · Anne-Elizabeth Stone · Dagmara Wozniak · Mariel Zagunis |

## Quadro de Medalhas
| Ordem | País           | Medalha de ouro | Medalha de prata | Medalha de bronze | Total |
| ----- | -------------- | --------------- | ---------------- | ----------------- | ----- |
| 1     | Rússia         | 3               | 5                | 3                 | 11    |
| 2     | Itália         | 3               | 0                | 3                 | 6     |
| 3     | Ucrânia        | 2               | 1                | 1                 | 4     |
| 4     | Estónia        | 2               | 0                | 0                 | 2     |
| 5     | Estados Unidos | 1               | 1                | 1                 | 3     |
| 6     | Hungria        | 1               | 0                | 2                 | 3     |
| 7     | França         | 0               | 1                | 2                 | 3     |
| 7     | Roménia        | 0               | 1                | 2                 | 3     |
| 9     | Alemanha       | 0               | 1                | 1                 | 2     |
| 10    | Chile          | 0               | 1                | 0                 | 1     |
| 10    | Venezuela      | 0               | 1                | 0                 | 1     |
| 12    | Coreia do Sul  | 0               | 0                | 2                 | 2     |
| 12    | Suíça          | 0               | 0                | 1                 | 1     |
| Total | Total          | 12              | 12               | 18                | 42    |